# آمازفیت
آمازفیت (انگلیسی: Amazfit) شرکت الکترونیک چینی است، که در سال ۲۰۱۵ تأسیس شد.
آمازفیت یک برند هوشمند چینی است که دفتر مرکزی آن در هفی قرار دارد. محصولات آن توسط زیپ هلت تولید می‌شود و متعلق به آن است. این برند دستگاه‌های پوشیدنی از جمله ساعت‌های هوشمند، دستبندهای تناسب اندام و تجهیزات مرتبط با سلامت و ورزش را ارائه می‌دهد.
در ژانویه ۲۰۲۰، این برند در نمایشگاه لوازم الکترونیکی مصرفی ۲۰۲۰ در لاس وگاس شرکت کرد. در اواسط اکتبر ۲۰۲۱، آمازفیت هویت برند خود را با شعار «بازی خود را ارتقا دهید» به‌روزرسانی کرد.